# ألم الخصية المزمن
ألم الخصية المزمن هو ألم طويل الأمد في الخصيتين. يعتبر مزمنًا إذا استمر لأكثر من 3 أشهر. قد يحدث ألم الخصية المزمن بسبب الإصابة أو الالتهاب أو الجراحة أو السرطان أو انفتال الخصية وهو أحد المضاعفات المحتملة بعد استئصال الأسهر. يُعد المرض المرتبط بـ IgG4 سببًا تم تحديده مؤخرًا لألم الخصية المزمن.

## الأسباب
يمكن أن يحدث ألم الخصية المزمن لعدة أسباب. يحدث في 15-19٪ من الرجال بعد قطع القناة المنوية، بسبب عدة التهابات مثل التهاب البربخ والتهاب البروستات والتهاب الخصية، وكذلك دوالي الخصية، والقيلة المائية، والقيلة المنوية، والتهاب الشرايين العقدي المتعدد، وانفتال الخصية، والجراحة السابقة، والصدمة. في 25٪ من الحالات لم يتم تحديد السبب بشكل قاطع. يمكن أن يستمر الألم لفترة طويلة وغير محددة بعد قطع القناة المنوية، وفي هذه الحالة يطلق عليه متلازمة ألم ما بعد قطع القناة المنوية(PVPS).

## الفزيولوجيا المرضية
وجدت بعض الدراسات ارتباط بين متلازمة ألم ما بعد استئصال الأسهر وبعض المظاهر النسيجية مثل الأغشية القاعدية الخلوية السميكة والتليف الخلالي الخصوي وانحلال الطليعة المنوية. يُعتقد أن الآلية الفعلية للألم في هؤلاء المرضى متعددة العوامل وتشمل هذه الآلية تلف الحبل المنوي المباشر، والتهاب أعصاب الحبل المنوي، واحتقان البربخ، والتليف حول الأعصاب، وانفجار البربخ، وتطوير الأجسام المضادة للحيوانات المنوية بالإضافة إلى العوامل النفسية المحتملة.
لم يتم فهم الفسيولوجيا المرضية الدقيقة لألم الخصية المزمن بشكل جيد، على الرغم من أن النظرية السائدة هي فرط الحساسية للألياف الحسية في المسارات العصبية المحيطية/الطرفية ربما بسبب اللدونة العصبية أو التحفيز المتكرر. هذا له تأثير مركزي ومحيطي على حد سواء حيث يتم إنشاء عتبة تحفيز أقل مما يسمح بتنشيط أسهل لجهد الفعل مع زيادة التواتر ووقت استجابة أقصر (فترة كمون أقصر) مما يؤدي في النهاية إلى إطلاق العصب المستقل حتى دون وجود محفز محدد.
الأعصاب الأكثر تأثرًا تشكل الأعصاب الحرقفية الأربية، والفرجية، والحرقفية الخثلية، والفرع التناسلي للأعصاب التناسلية الفخذية.

## تشخيص تفريقي
- متلازمة ألم ما بعد استئصال الأسهر

## التشخيص
يجب إجراء اختبار السيلان والكلاميديا بشكل روتيني.
تشمل تقنيات التشخيص الأخرى ما يلي:
- الفحص الجسمي.
- الفحوصات المخبرية.

من أجل استبعاد حالات الالتهاب، مثل التهاب البربخ، سيطلب الطبيب زرع البول، بالإضافة إلى مسحة من مجرى البول (الإحليل) لفحص الأمراض التي تنتقل عن طريق الاتصال الجنسي.
- التصوير

الموجات فوق الصوتية والتي يمكنها الكشف عن تشوهات مثل سرطان الخصية. في حالة انفتال الخصية، يكشف الفحص بالموجات فوق الصوتية الدوبلر الملون انخفاض أو غياب تدفق الدم إلى الخصية.
اختبارات التصوير الأخرى، مثل التصوير المقطعي المحوسب(CT) أو التصوير بالرنين المغناطيسي (MRI)، سيتم استخدامها للتدريج إذا تم تشخيص سرطان الخصية.

## العلاج
غالبًا ما يتم العلاج باستخدام مضادات الالتهاب غير الستيروئيدية والمضادات الحيوية، ولكن هذا العلاج ليس فعالًا دائمًا. يعتمد العلاج على السبب الأساسي للألم. قد يتطلب العلاج استخدام الأدوية (مع وصفة طبية)، أو في الحالات الأكثر خطورة، قد يستلزم إجراء عملية جراحية. تشمل طرق العلاج وإدارة الألم ما يلي:

### الأدوية
مسكنات الألم: الأسيتامينوفين أو الأدوية المضادة للالتهابات غير الستيرويدية (مضادات الالتهاب غير الستيرويدية) مثل الأسبرين والإيبوبروفين والنابروكسين والأدوية المماثلة قد تساعد في تخفيف الألم في الحالات بسبب الإصابة أو الصدمة.
المضادات الحيوية أو الأدوية المضادة للعدوى: يجب علاج التهاب الخصية أو البربخ الناتج عن عدوى بكتيرية بالمضادات الحيوية لمدة 10 أيام على الأقل. عادة ما يفضل الدوكسيسيكلين والكينولون ويمكن إعطاؤهما لمدة أربعة أسابيع.

### الجراحة
في حالات معينة، مثل انفتال الخصية أو سرطان الخصية، قد تكون هناك حاجة لعملية جراحية. انفتال الخصية هو حالة ملحة يجب معالجتها على الفور لتجنب فقدان إمدادات الدم إلى الخصية. يمكن أن يحدث الضرر بعد ست ساعات إذا انقطع تدفق الدم. تشمل بعض أنواع جراحة آلام الخصية ما يلي:
- إزالة التواء الخصية
- استئصال البربخ
- استئصال الخصية

## علم الأوبئة
غالبًا ما يظهر ألم الخصية المزمن لدى الرجال في منتصف إلى أواخر الثلاثينيات، ويزداد معدل الإصابة بعد ذلك، والمعدل الحالي في ازدياد. يميل إلى أن يرتبط بالعقم عند الذكور والتهاب البروستات المزمن وآلام أسفل الظهر و آلام القطن والضغط العصبي ومتلازمة القولون المتهيج.